# Сікоку
Сіко́ку або Шіко́ку (яп. 四国, しこく, МФА: [ɕi̥koku̥], дослівно «чотири провінції») — найменший з чотирьох великих островів Японського архіпелагу. З півночі, сходу й заходу омивається Внутрішнім японським морем, а з півдня — Тихим океаном. Названий на честь чотирьох провінцій острова — Ава, Ійо, Санукі й Тоса. У другій половині 19 століття вони були перетворені на чотири префектури — Токусіма, Ехіме, Каґава й Коті. Слово «Сікоку» має подвійне смислове навантаження. У вузькому значенні ним позначають лише острів Сікоку. У широкому значенні — регіон Сікоку (яп. 四国地方, しこくちほう, МФА: [ɕi̥koku̥ t͡ɕihoː]), який включає, окрім власне острова Сікоку, сусідні малі острови. У давнину регіон Сікоку входив до складу Південноморського краю.

## Адміністративний поділ
Острів Сікоку поділений на 4 префектури. До другої половини 19 століття він поділявся на 4 провінції.
| ~ |          |        | Центр    | Провінція | Площа, км² | Населення, ос. | Густота, ос./км² | Код   |
|   | Ехіме    | 愛媛県 | Мацуяма  | Ійо       | 5677,55    | 1 444 742      | 254,5            | JP-38 |
|   | Каґава   | 香川県 | Такамацу | Санукі    | 1876,51    | 1 002 942      | 534,5            | JP-37 |
|   | Коті     | 高知県 | Коті     | Тоса      | 7105,13    | 781 862        | 110              | JP-39 |
|   | Токусіма | 徳島県 | Токусіма | Ава       | 4146,55    | 793 278        | 191,3            | JP-36 |

## Географія

### Природа
Площа Сікоку — 18 298,86 км². Рельєф острова переважно гористий. Гори, які простягаються з заходу на схід, ділять Сікоку на два субрегіони. Перший, північний, виходить до Внутрішнього японського моря, а другий, південний, — до Тихого океану. Найвищою точкою Сікоку є гора Ісідзуті (1982 м) у префектурі Ехіме. В районі узбережжя переважають рівнини, найбільшою з яких є Токусімська. Річна сітка острова густа. Йосіно є найбільшою водяною артерією острова, протяжність якої сягає 194 км.
Клімат Сікоку відрізняється від субрегіону. У північній частині переважає середземноморський, а у південній — субтропічний мусонний клімат.
Опади бувають частими, особливо влітку на час приходу тайфунів. Завдяки їм збагачуються ліси Сікоку, що вважаються одними з найзеленіших в Японії.
| Т И Х И Й О К Е А Н ВНУТРІШНЄ ЯПОНСЬКЕ МОРЕ Море Ува Море Харіма Море Хіучі Море Ійо Протока Бунґо Протока Наруто Протока Кії Затока Тоса Г О Р И С І К О К У ГОРИ САНУКІ Ішідзучі Сасаґаміне Камеґаморі Міуне Цуруґі Рюо р.Йошіно р.Докі р.Нака р.шіґенобу р.Хіджі р.Монобе р.Нійодо р.шіманто рівнина Токушіма рівнина Мацуяма рівнина Санукі рівнина Кочі Мацуяма Хірошіма Такамацу Токушіма Кочі Окаяма ЕХІМЕ КОЧІ ТОКУШІМА КАҐАВА пів.Садамісакі пів.Таканава |
| Фізична карта Сікоку |

### Моря
| - Внутрішнє Японське море (瀬戸内海) |            |                                  |
| Море Харіма                          | (播磨灘)   | — префектури Токусіма та Каґава. |
| Море Хіуті                           | (燧灘)     | — префектури Ехіме та Каґава.    |
| Море Ійо                             | (伊予灘)   | — префектура Ехіме.              |
| Море Ува                             | (宇和海)   | — префектура Ехіме.              |
| Протока Наруто                       | (鳴門海峡) | — префектура Токусіма.           |
| Протока Кії                          | (鳴門海峡) | — префектура Токусіма.           |
| Протока Бунґо                        | (豊後水道) | — префектура Ехіме.              |
| - Тихий океан (太平洋)               |            |                                  |
| Затока Тоса                          | (土佐湾)   | — префектура Коті.               |

### Гори
| - Гори Сікоку (四国山地) |          |           |                                |                                |
| Ісідзуті                 | (石鎚山) | — 1982 м; | префектура Ехіме.              | ~ Найвищий пік Західної Японії |
| Цуруґі                   | (剣山)   | — 1955 м; | префектура Токусіма.           |                                |
| Камеґаморі               | (瓶ヶ森) | — 1896 м; | префектури Ехіме та Коті.      |                                |
| Міуне                    | (三嶺)   | — 1893 м; | префектури Токусіма та Коті.   |                                |
| Сасаґаміне               | (笹ヶ峰) | — 1859 м; | префектури Ехіме та Коті.      |                                |
| - Гори Санукі (讃岐山脈) |          |           |                                |                                |
| Рюо                      | (竜王山) | — 1060 м; | префектури Токусіма та Каґава. |                                |

### Річки
| Йосікава | (吉野川)   | — префектура Коті → префектура Каґава. |
| Докі     | (土器川)   | — префектура Каґава.                   |
| Нака     | (那賀川)   | — префектура Токусіма.                 |
| Сіґенобу | (重信川)   | — префектура Ехіме.                    |
| Хідзі    | (肱川)     | — префектура Ехіме.                    |
| Монобе   | (物部川)   | — префектура Коті.                     |
| Нійодо   | (仁淀川)   | — префектура Коті.                     |
| сіманто  | (四万十川) | — префектура Коті.                     |

### Рівнини
| Рівнина Мацуяма  | (松山平野) | — префектура Ехіме.    |
| Рівнина Санукі   | (讃岐平野) | — префектура Каґава.   |
| Рівнина Токусіма | (徳島平野) | — префектура Токусіма. |
| Рівнина Коті     | (高知平野) | — префектура Коті.     |

## Історія
Назва острова Сікоку походить від чотирьох «країн», провінцій, які розташовувались на ньому. Цими провінціями були Тоса, Ава, Санукі та Ійо. Остання була однією з найважливіших, за іменем якої інколи називали увесь острів Сікоку — Ійо но футананасіма (伊予之二名島, «двоіменний острів Ійо») або Ійо сіма (伊予島, «острів Ійо»). Окрім цього, Сікоку називали Футанасіма (二名島, «двоіменний острів»).
У результаті адміністративної реформи 1871–1876 років Тоса, Ава, Санукі та Ійо були перетворені відповідно у префектури Коті, Токусіма, Каґава й Ехіме.
Віддавна Сікоку відомий 88 паломницькими храмами, які пов'язуються з діяльністю напівлегендарного буддистського монаха Кукая.

## Культура

### Суспільство та архітектура
Сікоку історично був досить ізольованим і тому довше зберіг оригінальні характеристики Японії, особливо щодо рослинності та деяких архітектурних прийомів. Тут багато буддійських храмів. "Загублений" Сікоку описав американський письменник Алекс Керр, який жив у віддаленому гірському селі поблизу Обоке (大歩危) протягом багатьох років, починаючи з 1970 року. Національний парк Асідзурі-Увакай розташований у південно-західній частині Сікоку.

## Демографія
На острові Сікоку проживає 4 141 955 чоловік (2005). Більша частина населення мешкає у північних районах. Найбільшими містами є префектуральні центри — Мацуяма, Такамацу, Токусіма, Коті. Сікоку потерпає через старіння населення. Більшість молоді залишає острів, переїжджаючи до Токіо або Осаки.

## Економіка
Частка господарства Сікоку у всеяпонській економіці не перевищує 3 %. Острів не є економічно інтегрованим. Префектура Ехіме має тісні зв'язки з Хіросімою, префектура Токусіма з Осакою, а префектура Кагава з Окаямою. Північна частина острова, переважно узбережжя Внутрішнього японського моря, є центром важкої промисловості і кораблебудування. На півдні Сікоку переважає сільське господарство. Серед культур, що вирощуються, важливе місце належить мандаринам і винограду. Сприятливий клімат у південних районах острова дає змогу збирати врожай рису двічі на рік.
У 1988 році було збудовано Великий міст Сето, який поєднав Сікоку з островом Хонсю і пришвидшив економічну інтеграцію острова з центральними японськими землями. Мосту з островом Кюсю поки що немає. Через гірський рельєф острова сітка доріг не досить розвинена.